# داریو شیمیچ
داریو شیمیچ (به کرواتی: ˈda:riɔ ˈʃi:mitɕ)(; زاده ۱۲ نوامبر ۱۹۷۵ در زاگرب) مدافع سابق تیم ملی فوتبال کرواسی است. او به همراه تیم ملی کشورش به مقام سوم جام جهانی ۱۹۹۸ دست یافت.

## افتخارات

### تیم ملی
کرواسی
- جام جهانی فوتبال ۱۹۹۸: مقام سوم

### دینامو زاگرب
- لیگ برتر فوتبال کرواسی (۵): ۱۹۹۲–۹۳، ۱۹۹۵–۹۶، ۱۹۹۶–۹۷، ۱۹۹۷–۹۸، ۱۹۹۸–۹۹
- جام کرواسی (۴):۹۴-۱۹۹۳، ۹۶-۱۹۹۵، ۹۷-۱۹۹۶، ۹۸-۱۹۹۷
- سوپر جام فوتبال کرواسی (۱): ۲۰۱۰

### میلان
- سری آ (۱): ۰۴-۲۰۰۳
- کوپا ایتالیا (۱): ۰۳-۲۰۰۲
- سوپرکوپا ایتالیانا (۱): ۲۰۰۴
- لیگ قهرمانان اروپا (۲): ۰۳-۲۰۰۲, ۰۷-۲۰۰۶
- سوپر جام اروپا (۱): ۲۰۰۳
- جام باشگاه‌های جهان (۱): ۲۰۰۷